# Two Guys from Milwaukee
Two Guys from Milwaukee (Britse titel: Royal Flush) is een Amerikaanse film uit 1946 onder regie van David Butler, met in de hoofdrollen Dennis Morgan, Jack Carson en Joan Leslie. De film werd gedistribueerd door Warner Bros.
De film gaat over een Balkanese prins die met eigen ogen wil zien hoe het gewone leven in Amerika eraan toegaat. Hij ontsnapt aan zijn gevolg in New York en doet zich voor als een doorsnee man. De film bootst de stijl van Paramounts populaire Road to…-films na, met Morgan in de rol van de romantische Bing Crosby en Carson als de komische Bob Hope.
Morgan, Carson, regisseur David Butler en schrijver I. A. L. Diamond werkten in 1948 opnieuw samen voor de opvolger Two Guys from Texas.

## Verhaal
De Balkanese prins Henry arriveert in New York en wil ervaren hoe de gewone man leeft. Hij ontsnapt aan zijn reisgezelschap en neemt een taxi, waar hij chauffeur Buzz Williams ontmoet. Henry doet zich voor als een man uit Milwaukee, maar Buzz, die daar geboren is, doorziet zijn leugen. Desondanks nodigt Buzz Henry uit bij hem thuis in Brooklyn en leert hem hoe het echte leven eruitziet.
Henry ontmoet Buzz’ zus Nan en haar dochter Peggy. Ondertussen verschijnt Henry’s foto in de krant met de mededeling dat hij is ontvoerd. Henry verzekert Buzz dat hij op tijd zal terugkeren om te voorkomen dat zijn land een republiek wordt. Buzz helpt Henry te vermommen door hem naar de kapsalon van zijn vriendin Connie Read te brengen, waar Henry zijn snor laat afscheren.
Die avond gaan Buzz en Henry op een dubbele date met Connie en haar vriendin Polly. Overdag brengen Connie en Henry tijd met elkaar door, en er ontstaat een romantische klik. Henry regelt geld via zijn assistent, graaf Oswald, en dineert met Connie. Later voegt het gezelschap zich weer samen voor een bioscoopbezoek, maar Buzz betaalt per ongeluk met Balkanees geld, wat leidt tot FBI-bemoeienis. Henry wordt uiteindelijk teruggebracht naar zijn hotel.
De volgende dag vraagt Peggy Henry om Connie en Buzz weer bij elkaar te brengen. Henry nodigt hen uit voor zijn radiotoespraak, waarin hij hulp van Buzz vraagt. Terwijl Buzz gepassioneerd over de Verenigde Staten spreekt, blijkt de microfoon open te staan, waardoor het hele land meeluistert. Zijn toespraak maakt hem beroemd en brengt Connie en hem dichter bij elkaar.
De toespraak inspireert de bevolking om voor een republiek te stemmen, waardoor Henry zijn titel verliest. Nu vrij om in de VS te blijven, haast hij zich naar Connie om haar ten huwelijk te vragen, niet wetende dat Buzz hem voor is. Connie kiest uiteindelijk voor Buzz. Teleurgesteld vertrekt Henry naar Milwaukee, waar hij een baan bij een bierbrouwerij krijgt. Tijdens de vlucht ziet hij zijn favoriete actrice Lauren Bacall, maar zijn hoop vervliegt wanneer blijkt dat Humphrey Bogart naast haar zit.

## Rolverdeling
- Dennis Morgan – Prins Henry
- Joan Leslie – Connie Read
- Jack Carson – Buzz Williams
- Janis Paige – Polly
- S.Z. Sakall – Graaf Oswald
- Patti Brady – Peggy
- Rosemary DeCamp – Nan
- Tom D’Andrea – Happy
- John Ridgely – Mike Collins
- Pat McVey – Johnson
- Franklin Pangborn – Bioscoopmanager
- Francis Pierlot – Dr. Bauer